# 伊達村利
伊達 村利（だて むらとし）は、江戸時代中期の武士。陸奥国仙台藩一門第三席・水沢伊達家7代（留守氏24代）当主。

## 生涯
享保16年（1731年）、水沢伊達家6代当主・伊達村景の次男として誕生。幼名は亥之助。
延享3年（1746年）5月、兄・村明の早世により嫡男となる。延享5年（1748年）5月18日元服。6代藩主・伊達宗村より偏諱を受け村利と名乗る。
宝暦3年（1753年）1月27日、父・村景の死去により家督を相続する。宝暦4年（1754年）5月、家臣の小姓番山崎為教（杢左衛門）が隠し念仏の導師として本藩に捕らえられ、磔となる事件が起こった。
宝暦6年（1756年）6月25日、死去。享年26。家督は嫡男・村儀が相続した。

## 系譜
- 父：伊達村景（1690-1753）
- 母：須美 - 小幡治兵衛の娘
- 正室：千重 - 石川村満の娘
  - 長男：伊達村儀（1754-1778）

## その他
2016年4月15日に、水沢伊達家の菩提寺大安寺の墓地から、婚礼時に正室千重の使用した女乗物が出土した。